# Hydrangea mathewsii
Hydrangea mathewsii är en hortensiaväxtart som beskrevs av John Isaac Briquet. Hydrangea mathewsii ingår i släktet hortensior, och familjen hortensiaväxter. Inga underarter finns listade i Catalogue of Life.